# Rattle That Lock
Rattle That Lock (с англ. — «Греми замком») — четвёртый сольный альбом Дэвида Гилмора, выпущенный 18 сентября 2015 года. За выходом альбома последовал короткий тур по Европе осенью 2015 и Америке весной 2016 года.

## Запись
Альбом был записан в звукозаписывающих студиях Гилмора. Фил Манзанера, сопродюсер альбома, подсчитал, что Гилмор писал материал для Rattle That Lock на протяжении последних пяти лет, хотя отметил, что одна фортепианная пьеса была записана 18 лет назад в гостиной Гилмора. Большинство песен из альбома были записаны в Medina Studio в Хоуве, а дополнительные записи — на боте «Астория». Финальный альбом Pink Floyd, The Endless River, был также записан и спродюсирован с использованием комбинации из двух студий. Оркестровые части были записаны в студии AIR Studios в Лондоне, а Liberty Choir был записан в церкви Южного Лондона. Альбом был смикширован в «Астории» и мастеринг для всех форматов был выполнен Джеймсом Гатри и Джоэлом Планте в das boot recording на озере Тахо, штат Калифорния.

## Синглы
Титульный сингл альбома был выпущен 17 июля 2015 года и доступен для скачивания в цифровом формате. Вдохновением для написания музыки послужил джингл, который предваряет объявления французской железнодорожной компании SNCF. Дэвид записал его на свой iPhone, когда навещал друзей в Провансе и использовал как семпл. Когда он позвонил автору, французскому композитору Микаэлю Бумендилю, тот не поверил звонку, приняв его за розыгрыш. Текст написала жена Гилмора Полли Сэмсон, вдохновением ей послужила вторая книга «Потерянного рая» Джона Милтона. В записи песни принял участие и Liberty Choir («Хор свободы»), где помимо профессиональных вокалистов спели семь бывших заключённых из лондонской тюрьмы Уандсворт. В этой тюрьме в 2011 году провёл четыре месяца приёмный сын Гилмора Чарли, сын Полли. Дэвид заявил: «Опыт Чарли повлиял на нас и заставил узнать больше о британской тюремной системе. А также заставил задуматься, можем ли мы лично что-то сделать для улучшения состояния заключенных и их реабилитации. Мы стали частью полезной инициативы и надеемся, что наш пример вдохновит других». Супруги создали фонд помощи заключённым и сочинили эту песню.

## Список композиций
| №   | Название                       | Текст песни  | Музыка                    | Длительность |
| --- | ------------------------------ | ------------ | ------------------------- | ------------ |
| 1.  | «5 A.M.»                       | Инструментал | Дэвид Гилмор              | 3:02         |
| 2.  | «Rattle That Lock»             | Полли Сэмсон | Гилмор, Микаэль Бумендиль | 4:55         |
| 3.  | «Faces of Stone»               | Гилмор       | Гилмор                    | 5:32         |
| 4.  | «A Boat Lies Waiting»          | Сэмсон       | Гилмор                    | 4:36         |
| 5.  | «Dancing Right in Front of Me» | Гилмор       | Гилмор                    | 6:10         |
| 6.  | «In Any Tongue»                | Сэмсон       | Гилмор                    | 6:46         |
| 7.  | «Beauty»                       | Инструментал | Гилмор                    | 4:27         |
| 8.  | «The Girl in the Yellow Dress» | Сэмсон       | Гилмор                    | 5:25         |
| 9.  | «Today»                        | Сэмсон       | Гилмор                    | 5:56         |
| 10. | «And Then...»                  | Инструментал | Гилмор                    | 4:20         |

## Чарты
| Чарт (2015)                         | Высшая позиция |
| ----------------------------------- | -------------- |
| Австралия (ARIA)                    | 2              |
| Австрия (Ö3 Austria)                | 2              |
| Бельгия/Фландрия (Ultratop)         | 1              |
| Бельгия/Валлония (Ultratop)         | 1              |
| Brazilian Albums (ABPD)             | 9              |
| Канада (Canadian Albums Chart)      | 2              |
| Хорватия (IFPI)                     | 2              |
| Чехия (ČNS IFPI)                    | 1              |
| Дания (Hitlisten)                   | 3              |
| Нидерланды (Album Top 100)          | 2              |
| Финляндия (Suomen virallinen lista) | 3              |
| Франция (SNEP)                      | 1              |
| Германия (Offizielle Top 100)       | 2              |
| Венгрия (MAHASZ)                    | 9              |
| Ирландия (IRMA)                     | 2              |
| Италия (Classifica album)           | 1              |
| Республика Корея (Gaon)             | 3              |
| Новая Зеландия (RMNZ)               | 1              |
| Норвегия (VG-lista)                 | 1              |
| Португалия (AFP)                    | 1              |
| Шотландия (Scottish Albums Chart)   | 1              |
| Испания (PROMUSICAE)                | 6              |
| Швеция (Sverigetopplistan)          | 1              |
| Швейцария (Schweizer Hitparade)     | 2              |
| Великобритания (UK Albums Chart)    | 1              |
| США (Billboard 200)                 | 5              |

## Сертификация
| Регион | Сертификация | Продажи  |
| --- | ------------ | -------- |
| Канада (Music Canada) | Золотой      | 40 000^  |
| Франция (SNEP) | Золотой      | 50 000*  |
| Германия (BVMI) | Золотой      | 100 000  |
| Италия (FIMI) | Платиновый   | 50 000*  |
| Польша (ZPAV) | Золотой      | 10 000   |
| Швейцария (IFPI Switzerland)                                                                                             | Золотой      | 10 000   |
| Великобритания (BPI) | Золотой      | 100 000* |
| * Данные о продажах приведены только на основе сертификации. ^ Данные о тиражах приведены только на основе сертификации. |              |          |